# Mikuriya Takafumi
Takafumi Mikuriya (sinh ngày 11 tháng 5 năm 1984) là một cầu thủ bóng đá người Nhật Bản.

## Sự nghiệp câu lạc bộ
Takafumi Mikuriya đã từng chơi cho Kofu, Thespa Kusatsu và Kataller Toyama.